# Campeonato de Irlanda de Rugby 2004-05
El Campeonato de Rugby de Irlanda (oficialmente All-Ireland League) de 2004-05 fue la decimoquinta edición del principal torneo de rugby de la Isla de Irlanda, el torneo que agrupa a equipos tanto de la República de Irlanda como los de Irlanda del Norte.

## Sistema de disputa
Cada equipo disputó encuentros frente a cada uno de los rivales a una sola ronda, totalizando 13 partidos.
Luego de la fase regular los cuatro mejores clasificados disputaron una semifinal enfrentándose el primer clasificado frente al cuarto y el segundo frente al tercero.
El último equipo en la tabla general disputó un repechaje frente al subcampeón de la segunda división por un cupo en la primera división.
Puntuación
Para ordenar a los equipos en la tabla de posiciones se los puntuará según los resultados obtenidos.
- 4 puntos por victoria.
- 2 puntos por empate.
- 0 puntos por derrota.
- 1 punto bonus por ganar haciendo 3 o más tries que el rival.
- 1 punto bonus por perder por siete o menos puntos de diferencia.

## Clasificación
| Pos. | Equipo             | Encuentros | Encuentros | Encuentros | Encuentros | Tantos | Tantos | Tantos | PB | PB | Puntos |
| Pos. | Equipo             | PJ         | PG         | PE         | PP         | F      | C      | Dif    | BO | BD | Puntos |
| ---- | ------------------ | ---------- | ---------- | ---------- | ---------- | ------ | ------ | ------ | -- | -- | ------ |
| 1.º  | Shannon RFC        | 13         | 11         | 0          | 2          | 395    | 195    | +200   | 6  | 1  | 51     |
| 2.º  | Garryowen          | 13         | 11         | 0          | 2          | 286    | 196    | +90    | 3  | 1  | 48     |
| 3.º  | Belfast Harlequins | 13         | 10         | 0          | 3          | 309    | 148    | +161   | 4  | 2  | 46     |
| 4.º  | Clontarf           | 13         | 8          | 0          | 5          | 225    | 197    | +28    | 4  | 2  | 38     |
| 5.º  | Ballymena          | 13         | 7          | 0          | 6          | 338    | 234    | +104   | 5  | 3  | 36     |
| 6.º  | UCD                | 13         | 7          | 1          | 5          | 275    | 238    | +37    | 1  | 3  | 34     |
| 7.º  | Dungannon          | 13         | 6          | 1          | 6          | 212    | 270    | -58    | 0  | 2  | 28     |
| 8.º  | Cork Constitution  | 13         | 5          | 1          | 7          | 233    | 247    | -14    | 1  | 4  | 27     |
| 9.º  | Galwegians         | 13         | 4          | 1          | 8          | 236    | 333    | -97    | 2  | 3  | 23     |
| 10.º | Blackrock College  | 13         | 3          | 2          | 8          | 209    | 248    | -39    | 1  | 5  | 22     |
| 11.º | Buccaneers         | 13         | 5          | 0          | 8          | 196    | 358    | -162   | 0  | 1  | 21     |
| 12.º | Dublin University  | 13         | 1          | 5          | 7          | 207    | 246    | -39    | 1  | 5  | 20     |
| 13.º | County Carlow      | 13         | 4          | 0          | 9          | 210    | 329    | -119   | 0  | 3  | 19     |
| 14.º | Lansdowne          | 13         | 3          | 1          | 9          | 175    | 267    | -92    | 0  | 4  | 18     |

## Fase final

### Semifinales
| 30 de abril de 2005 | Shannon | 21 - 11 | Clontarf |  |  |

| 30 de abril de 2005 | Garryowen | 8 - 15 | Belfast Harlequins |  |  |

### Final
| 7 de mayo de 2005 | Shannon RFC | 25 - 20 | Belfast Harlequins |  |  |

| Bandera de Irlanda  |
| Campeón Shannon RFC |
| Séptimo título      |

## Promoción
| 23 de abril de 2005 | Lansdowne | 29 - 6 | Clontarf |  |  |

- Lansdowne mantiene la categoría para la próxima temporada.